# Manuel Pascali
Manuel Pascali (Milano, 9 settembre 1981) è un allenatore di calcio ed ex calciatore italiano, di ruolo difensore.
È soprannominato Paska.

## Carriera
Iniziò la carriera nel Sant'Angelo fino a muovere i passi nel Pizzighettone e nel Carpenedolo in Serie C2.
Venne acquistato dal Parma, ma non disputò nessuna partita in Serie A e così finì in prestito al Foligno, con cui arrivò a giocare i playoff di Serie C1, traguardo storico per la società umbra.
Nel luglio 2008, su suggerimento di Stefano Salvatori (amico di Sergio Porrini, suo ex compagno di squadra nel Pizzighettone, e di Jim Jefferies, allenatore del Kilmarnock) si presentò un'importante offerta da parte della squadra scozzese del Kilmarnock e Pascali si trasferì in Scozia per un periodo di prova. Le prestazioni di questo breve periodo convinsero l'allenatore Jim Jefferies ad acquistarlo definitivamente e Pascali firmò un contratto triennale. In assenza di Gary Locke e James Fowler indossò anche la fascia di capitano a partire dal 2011. Nel novembre 2011 grazie ad un suo gol la sua squadra ha vinto in casa contro i Rangers per la prima volta dal 1978; grazie a questo successo, inoltre, ha impedito ai Rangers di eguagliare il record di 15 vittorie esterne consecutive nel campionato scozzese, che risaliva al 1929.
Il 18 marzo 2012 vince, da capitano, la Coppa di Lega scozzese nella finale di Hampden Park contro il Celtic per la prima volta nella storia del club.
Il 3 luglio 2015 torna in Italia al Cittadella, squadra appena retrocessa in Lega Pro.
il 18 aprile 2016 vince il campionato con tre giornate di anticipo dopo aver battuto in casa il Pordenone per 3-1. Il 4 giugno seguente rinnova per un'altra stagione con il club veneto.
Il 13 luglio 2017 firma un contratto annuale con il Cosenza. Il 16 giugno 2018, vince i play-off di Serie C con il Cosenza, contribuendo a riportare i "Lupi" in Serie B, dopo ben 15 anni. Nel gennaio del 2019, il trasferimento in serie C alla Casertana, a titolo definitivo.
Il 4 luglio 2019 firma con il Fanfulla, in Serie D, ove resta fino al 2021, quando passa al Sangiuliano City, nel medesimo campionato, diventandone altresì capitano e dirigente delle giovanili; alla fine del campionato 2021-2022 ottiene la promozione in Serie C.
Dopo il campionato in terza serie, terminata con la retrocessione dopo il playout, il 4 luglio 2023 annuncia il suo ritiro dal calcio giocato.

## Statistiche

### Presenze e reti nei club
| Stagione                | Squadra                 | Campionato              | Campionato | Campionato | Coppe nazionali | Coppe nazionali | Coppe nazionali | Coppe continentali | Coppe continentali | Coppe continentali | Altre coppe | Altre coppe | Altre coppe | Totale | Totale |
| Stagione                | Squadra                 | Comp                    | Pres       | Reti       | Comp            | Pres            | Reti            | Comp               | Pres               | Reti               | Comp        | Pres        | Reti        | Pres   | Reti   |
| ----------------------- | ----------------------- | ----------------------- | ---------- | ---------- | --------------- | --------------- | --------------- | ------------------ | ------------------ | ------------------ | ----------- | ----------- | ----------- | ------ | ------ |
| 2000-2001               | Sant'Angelo             | D                       | 29         | 3          | -               | -               | -               | -                  | -                  | -                  | -           | -           | -           | 29     | 3      |
| 2001-2002               | Sant'Angelo             | D                       | 32         | 9          | -               | -               | -               | -                  | -                  | -                  | -           | -           | -           | 32     | 9      |
| Totale Sant'Angelo      | Totale Sant'Angelo      | Totale Sant'Angelo      | 61         | 12         |                 | -               | -               | -                  | -                  | -                  | -           | -           | -           | 61     | 12     |
| 2002-2003               | Alessandria             | C2                      | 29         | 5          | CI-C            | 0               | 0               | -                  | -                  | -                  | -           | -           | -           | 29     | 5      |
| 2003-2004               | Pizzighettone           | C2                      | 32+2       | 2+0        | CI-C            | 0               | 0               | -                  | -                  | -                  | -           | -           | -           | 34     | 2      |
| 2004-2005               | Pizzighettone           | C2                      | 28+4       | 4+0        | CI-C            | 0               | 0               | -                  | -                  | -                  | -           | -           | -           | 32     | 4      |
| Totale Pizzighettone    | Totale Pizzighettone    | Totale Pizzighettone    | 60+6       | 6+0        |                 | 0               | 0               |                    | -                  | -                  |             | -           | -           | 64     | 6      |
| 2005-2006               | Carpenedolo             | C2                      | 25         | 0          | CI-C            | 0               | 0               | -                  | -                  | -                  |             | -           | -           | 25     | 0      |
| 2006-2007               | Carpenedolo             | C2                      | 30         | 6          | CI-C            | 0               | 0               | -                  | -                  | -                  |             | -           | -           | 30     | 6      |
| Totale Carpenedolo      | Totale Carpenedolo      | Totale Carpenedolo      | 55         | 6          |                 | -               | -               |                    | -                  | -                  |             | -           | -           | 55     | 6      |
| 2007-2008               | Foligno                 | C1                      | 28+2       | 0          | CI-C            | 0               | 0               | -                  | -                  | -                  | -           | -           | -           | 31     | 0      |
| 2008-2009               | Kilmarnock              | SPL                     | 32         | 2          | SC+CdL          | 3+3             | 1+0             | -                  | -                  | -                  | -           | -           | -           | 38     | 3      |
| 2009-2010               | Kilmarnock              | SPL                     | 22         | 1          | SC+CdL          | 2+2             | 1+0             | -                  | -                  | -                  | -           | -           | -           | 26     | 2      |
| 2010-2011               | Kilmarnock              | SPL                     | 35         | 2          | SC+CdL          | 1+3             | 0               | -                  | -                  | -                  | -           | -           | -           | 39     | 2      |
| 2011-2012               | Kilmarnock              | SPL                     | 24         | 3          | SC+CdL          | 3+3             | 1+0             | -                  | -                  | -                  | -           | -           | -           | 30     | 4      |
| 2012-2013               | Kilmarnock              | SPL                     | 24         | 3          | SC+CdL          | 0+1             | 0               | -                  | -                  | -                  | -           | -           | -           | 25     | 3      |
| 2013-2014               | Kilmarnock              | SP                      | 31         | 0          | SC+CdL          | 1+0             | 0               | -                  | -                  | -                  | -           | -           | -           | 32     | 0      |
| 2014-2015               | Kilmarnock              | SP                      | 30         | 3          | SC+CdL          | 1+2             | 0               | -                  | -                  | -                  | -           | -           | -           | 33     | 3      |
| Totale Kilmarnock       | Totale Kilmarnock       | Totale Kilmarnock       | 198        | 14         |                 | 25              | 3               |                    | -                  | -                  |             | -           | -           | 223    | 17     |
| 2015-2016               | Cittadella              | LP                      | 24         | 2          | CI+CI-LP        | 3+1             | 2+0             | -                  | -                  | -                  | SL-LP       | 2           | 1           | 30     | 5      |
| 2016-2017               | Cittadella              | B                       | 11+1       | 1          | CI              | 1               | 0               | -                  | -                  | -                  | -           | -           | -           | 13     | 1      |
| Totale Cittadella       | Totale Cittadella       | Totale Cittadella       | 35+1       | 3          |                 | 5               | 2               |                    | -                  | -                  |             | -           | -           | 41     | 5      |
| 2017-2018               | Cosenza                 | C                       | 26+7       | 2          | CI+CI-C         | 1+3             | 1+0             | -                  | -                  | -                  | -           | -           | -           | 37     | 3      |
| 2018-gen. 2019          | Cosenza                 | B                       | 5          | 0          | CI              | 1               | 0               | -                  | -                  | -                  | -           | -           | -           | 6      | 0      |
| Totale Cosenza          | Totale Cosenza          | Totale Cosenza          | 31+7       | 2          |                 | 5               | 1               |                    | -                  | -                  |             | -           | -           | 43     | 3      |
| gen.-mag. 2019          | Casertana               | C                       | 9          | 0          | CI+CI-C         | -               | -               | -                  | -                  | -                  | -           | -           | -           | 9      | 0      |
| 2019-2020               | Fanfulla                | D                       | 22         | 1          | CI+CI-D         | 1+1             | 0               | -                  | -                  | -                  | -           | -           | -           | 24     | 1      |
| 2020-2021               | Fanfulla                | D                       | 30+2       | 2+1        |                 | -               | -               | -                  | -                  | -                  | -           | -           | -           | 32     | 3      |
| Totale Fanfulla         | Totale Fanfulla         | Totale Fanfulla         | 52+2       | 3+1        |                 | 2               | 0               |                    | -                  | -                  |             | -           | -           | 56     | 4      |
| 2021-2022               | Sangiuliano City        | D                       | 30+2       | 4          | CI-D            | 0               | 0               | -                  | -                  | -                  | -           | -           | -           | 32     | 4      |
| 2022-2023               | Sangiuliano City        | C                       | 15+2       | 0          | CI-C            | 2               | 0               | -                  | -                  | -                  | -           | -           | -           | 19     | 0      |
| Totale Sangiuliano City | Totale Sangiuliano City | Totale Sangiuliano City | 45+4       | 4          |                 | 2               | 0               | -                  | -                  | -                  | -           | -           | -           | 51     | 4      |
| Totale carriera         | Totale carriera         | Totale carriera         | 603+22     | 56         |                 | 39              | 6               |                    | -                  | -                  |             | 2           | 1           | 666    | 63     |

## Palmarès

### Club

#### Competizioni nazionali
- Serie C2: 1

Pizzighettone: 2003-2004
- Coppa di Lega scozzese: 1

Kilmarnock: 2011-2012
- Lega Pro: 1

Cittadella: 2015-2016
- Serie C: 1

Cosenza: 2017-2018
- Serie D: 1

Sangiuliano City: 2021-2022 (girone B)